# Whitney Peak
Pour les articles homonymes, voir Peak.
Whitney Peak, née le 28 janvier 2003 à Kampala (Ouganda), est une actrice canado-ougandaise.
En 2021, elle incarne Zoya Lott, l'un des rôles principaux du reboot Gossip Girl.

## Biographie
Née en Ouganda, Whitney Peak déménage au Canada avec sa famille à l'âge de 9 ans.

En 2023, à l'âge de seulement 20 ans, elle devient la nouvelle égérie de Chanel pour son parfum Coco Mademoiselle.

## Filmographie

### Cinéma
- 2017 : Le grand Jeu : Stella[3]
- 2022 : Helvellyn Edge
- 2022 : Hocus Pocus 2 d'Anne Fletcher : Becca
- Prévu pour 2025 : Beneath The Storm de Tommy Wirkola
- Prévu pour 2026 : Hunger Games : Lever de soleil sur la moisson: Lenore Dove[4]

### Télévision
- 2017 : Un baiser au coin du feu (téléfilm) : Gillian
- 2018 : Legends of Tomorrow : Lenise
- 2019 : iZombie : Une lycéenne
- 2019-2020 : Les Nouvelles Aventures de Sabrina : Judith (10 épisodes)[5]
- 2020 : Home Before Dark : Alpha Jessica (7 épisodes)
- 2021 : Gossip Girl : Zoya Lott (10 épisodes)

### Clip Vidéo
- 2022 : Nonsense de Sabrina Carpenter